# Ruth Attaway
Ruth Attaway, née le 28 juin 1910 à Greenville (Mississippi) et morte le 21 septembre 1987 à New York (État de New York), est une actrice américaine.

## Biographie
Ruth Attaway débute au théâtre à Broadway (New York) dans Vous ne l'emporterez pas avec vous (en) de George S. Kaufman et Moss Hart (1936-1938, avec Henry Travers et Josephine Hull). Là, suivent douze autres pièces, dont Mrs. Patterson de Charles Sebree (en) et Greer Johnson (1954-1955, avec Enid Markey et Avon Long), The Egghead de Molly Kazan (en) (1957, avec Karl Malden et Phyllis Love) et Après la chute d'Arthur Miller (1964-1965, avec Jason Robards et Barbara Loden). Ses deux dernières pièces à Broadway, représentées en 1968-1969, sont Le Roi Lear de William Shakespeare (avec Lee J. Cobb dans le rôle-titre et Philip Bosco) et A Cry of Prayers (en) de William Gibson (avec Anne Bancroft et Frank Langella).
Toujours à New York, Off-Broadway,  La Harpe d'herbes de Truman Capote (1953, avec Ray Stricklyn).
Au cinéma, elle contribue à seulement huit films américains, le premier étant Le Général invincible d'Henry Levin (1953, avec Charlton Heston et Susan Hayward) et le dernier Bienvenue, mister Chance d'Hal Ashby (1979, avec Peter Sellers et Shirley MacLaine). Entretemps, citons L'Arbre de vie d'Edward Dmytryk (1957, avec Elizabeth Taylor et Montgomery Clift) et Porgy and Bess d'Otto Preminger (1959, avec Sidney Poitier et Dorothy Dandridge dans les rôles-titre).
Enfin, à la télévision américaine, outre un téléfilm diffusé en 1978, elle apparaît dans quatre séries, la première en 1953 ; la dernière est Les Accusés (un épisode, 1961).
Ruth Attaway meurt en 1987, à 77 ans.
Notons ici que dans le film Moi, Peter Sellers de Stephen Hopkins (2004), retraçant la carrière de l'acteur et évoquant le tournage de Bienvenue, mister Chance précité, l'actrice est personnifiée par Mona Hammond (en).

## Théâtre à New York

### Broadway (intégrale)
- 1936-1938 : Vous ne l'emporterez pas avec vous (en) (You Can't Take It with You) de Moss Hart et George S. Kaufman, mise en scène de ce dernier : Rheba[1]
- 1954-1955 : Mrs. Patterson de Charles Sebree (en) et Greer Johnson, décors et costumes de Raoul Pène Du Bois : Anna Hicks
- 1956 : Mister Johnson de Norman Roster : la mère
- 1957 : The Egghead de Molly Kazan (en), mise en scène de Hume Cronyn, décors de Richard Sylbert, costumes d'Anna Hill Johnstone : Essie
- 1962-1963 : Tiger, Tiger Burning Bright de Peter S. Fleibleman, mise en scène de Joshua Logan, décors d'Oliver Smith, costumes de Lucinda Ballard : Mama
- 1964-1965 : Après la chute (After the Fall) d'Arthur Miller, mise en scène d'Elia Kazan, décors et lumières de Jo Mielziner, costumes d'Anna Hill Johnstone : Carrie
- 1965 : La Mort de Danton (Danton's Death) de Georg Büchner, adaptation et mise en scène d'Herbert Blau, décors et lumières de Jo Mielziner : membre de la troupe
- 1965-1966 : La Provinciale (The Country Wife) de William Wycherley : membre de la troupe
- 1966 : Le Cercle de craie caucasien (The Caucasian Chalk Circle) de Bertolt Brecht : membre de la troupe
- 1966 : Yerma de Federico García Lorca, adaptation de William S. Merwin, mise en scène de John Hirsch, chorégraphie de Jean Erdman Campbell : la première voisine
- 1967-1968 : The Little Foxes (en) de Lillian Hellman, mise en scène de Mike Nichols, décors et lumières d'Howard Bay : Addie[2]
- 1968-1969 : Le Roi Lear (King Lear) de William Shakespeare, mise en scène de Gerald Freedman, costumes de Theoni V. Aldredge : membre de la troupe
- 1968-1969 : A Cry of Prayers (en) de William Gibson : une citoyenne

### Off-Broadway (sélection)
- 1953 : La Harpe d'herbes (The Grass Harp), adaptation par Truman Capote de son roman éponyme, mise en scène de José Quintero : Catherine Creek

## Filmographie

### Cinéma (intégrale)
- 1953 : Le Général invincible (The President's Lady) d'Henry Levin : Moll
- 1957 : The Young Don't Cry d'Alfred L. Werker : Philomena
- 1957 : L'Arbre de vie (Raintree County) d'Edward Dmytryk : Parthenia
- 1959 : Porgy and Bess d'Otto Preminger : Serena Robbins
- 1964 : Terror in the City (en) ou Pie in the Sky d'Allen Baron : la femme du fermier
- 1974 : Les Pirates du métro (The Taking of Pelham One Two Three) de Joseph Sargent : l'infirmière du maire
- 1974 : Conrack de Martin Ritt : Edna
- 1979 : Bienvenue, mister Chance (Being There) d'Hal Ashby : Louise

### Télévision (sélection)
- 1961 : Les Accusés (The Defenders), saison 1, épisode 6 The Boy Between de Franklin J. Schaffner : l'infirmière
- 1978 : Dans les profondeurs du triangle des Bermudes (en) (The Bermuda Depths) de Tsugunobu Kotani (téléfilm américano-japonais) : Delia